# Kanton Chevenez
Der Kanton Chevenez (französisch Canton de Chevenez) war ein Kanton der Ersten Französischen Republik auf dem Gebiet des heutigen Kantons Jura in der Schweiz.
Er entstand am 23. März 1793 mit der vom französischen Nationalkonvent beschlossenen formellen Annexion der Raurakischen Republik. Der Kanton war Teil des Distrikts Pruntrut im neu geschaffenen Département Mont-Terrible und umfasste acht Gemeinden:
- Bure
- Chevenez (Hauptort)
- Damvant
- Fahy
- Grandfontaine
- Réclère
- Rocourt
- Roche-d’Or

Laut einem Rundschreiben des Innenministeriums vom 7. Frimaire des Jahres VI (27. November 1797) zählte der Kanton Chevenez 2586 Einwohner, von denen 615 wahlberechtigt waren. Er wurde gemäss dem Gesetz vom 28. Pluviôse des Jahres VIII (17. Februar 1800) aufgehoben und die Gemeinden kamen zum Kanton Pruntrut im Arrondissement Pruntrut des Départements Haut-Rhin.